# Klaus Evertz (Künstler)
Klaus Evertz (* 13. März 1958 in Xanten) ist ein deutscher Bildender Künstler, Kunstanalytiker und kunsttherapeutischer Dozent.

## Leben
Nach dem Abitur am Stiftsgymnasium Xanten begann Evertz mit dem Studium der Malerei und Philosophie an der Kunstakademie Düsseldorf, bei Peter Kleemann, Tony Cragg, Gerhard Hoehme und Jürgen Partenheimer, und der Heinrich-Heine-Universität in Düsseldorf. 1983 Meisterschüler von Gerhard Hoehme. Seit 1984 arbeitet Evertz mit Tumorkranken an der Universitätsklinik Köln, besonders im Palliativzentrum, wo er ab 1990 die theoretische Kunsttherapieform der Analytisch-Ästhetischen Kunsttherapie entwickelte, sowie die "Psychoonkologische Kunsttherapie". 1995 Einrichtung einer Praxis für Kunst- und Psychotherapie (HPG). Seit 1993 ist Evertz als Dozent für Psychoonkologische Kunsttherapie an der Mildred Scheel Akademie, Universitätsklinikum Köln tätig. 2002 erfolgte die Gründung des Institut für Kunsttherapie und Kunstanalyse Köln. Lehraufträge an verschiedenen Hochschulen.
In der Malerei seit 1985 Entwicklung der „Farbhandlungen“, Untersuchungen zum Anfang und Ursprung von Malereibildern, Ausstellungen im In- und Ausland. Zahlreiche Vorträge und Veröffentlichungen zur Ästhetik, Psychoonkologischen Kunsttherapie, zur Psychoanalytischen Theorie der Kunst und zur kulturellen und therapeutischen Bedeutung der prä- und perinatalen Psychologie.
Begründer der "Pränatalen Ästhetik" (mit Ludwig Janus), die alle ästhetischen Qualitäten in der Kunst letztlich aus den frühen Körper- und Gefühlserfahrungsformen der Ontogenese erklärt, die immer auch schon mit der Konzeption beginnend Bindungs- und Beziehungserfahrungen sind. Die Künste beinhalten somit in ihren psychohistorischen Funktionen immer auch prä- und perinatale und frühe postnatale Übergangsobjektebenen.

## Veröffentlichungen (Auswahl)
"The Psychology of Prenatal Development - A Therapeutic Synopsis of Human Existence", Routledge, London, New York 2024. ISBN 978-1-032-76848-9 (hbk)  ISBN 978-1-032-76136-7 (pbk)   ISBN 978-1-003-48024-2 (ebk)
"Handbook of Prenatal and Perinatal Psychology". Eds, Klaus Evertz, Ludwig Janus, Rupert Linder. Springer, Heidelberg, New York 2021. ISBN 978-3-030-41715-4
"Lehrbuch der Pränatalen Psychologie". Hrsg. Klaus Evertz, Ludwig Janus, Rupert Linder. Mattes, Heidelberg 2014. ISBN 978-3-86809-085-7
"Das Erste Bild – Farbhandlungen – Malerei 1980 -2015". Mattes, Heidelberg. ISBN 978-3-86809-119-9
"Das Erste Bild – Pränatale Ästhetik – Schriften zur Kunst 1998 - 2015". Mattes, Heidelberg. ISBN 978-3-86809-118-2
- Bilder als Lebenszeichen – Kunsttherapie in der Palliativmedizin. Erschienen in: Eberhardt Aulbert (Hrsg.): Lehrbuch der Palliativmedizin. Schattauer-Verlag, Stuttgart/New York 1997, 2007 (2. Auflage). ISBN 3-7945-2361-X
- Kunsttherapie in der Palliativmedizin – Beitrag zu einem psychotherapeutischen Lebensbogen-Konzept in der Psychoonkologie. Erschienen in: Klaus Aurnhammer: Beiträge zur Palliativmedizin 3. Schattauer-Verlag, Stuttgart 2000. ISBN 3-7945-1949-3
- Analytisch-ästhetische Kunsttherapie in der Arbeit mit frühtraumatisierten Patienten. Aspekte aus Theorie und Praxis. Erschienen in: Yolanda Bertolaso (Hrsg.): Musik-, Kunst- und Tanztherapie. Qualitätsanforderungen in den künstlerischen Therapien. Paroll, Münster 2001. ISBN 3-927260-15-0
- Kunstanalyse – Ästhetische Erfahrung und frühe Lebenszeit (gemeinsam mit Ludwig Janus). Mattes, Heidelberg 2002. ISBN 3-930978-53-9
- Pränatale Traumata im kunsttherapeutischen Ausdruck. Erschienen in Ruth Hampe (Hrsg.): Trauma und Kreativität. Universität Bremen, Bremen 2003. ISBN 3-88722-584-8
- Kunst als kulturelles Bewusstsein vorgeburtlicher und geburtlicher Erfahrung (gemeinsam mit Ludwig Janus). Mattes, Heidelberg 2006. ISBN 3-930978-79-2
- Unsere Sozialisation beginnt schon vor der Geburt, Interview in Psychologie Heute compact, Heft 25 Die Kindheit, Beltz 2010